# Temporada 2019 de la NFL
La temporada 2019 de la NFL fue la 100.ª edición de la NFL, el principal campeonato de fútbol americano de Estados Unidos. El primer partido fue entre Green Bay Packers - Chicago Bears.

## Calendario
La temporada regular 2019 de la NFL se disputará a lo largo de 17 semanas con un total de 256 partidos, comenzando el jueves 5 de septiembre de 2019. Cada equipo disputará 16 partidos y una fecha libre, enfrentándose dos veces a sus tres rivales de división, una vez a cuatro equipos de otra división intraconferencia, una vez a cuatro equipos de otra división interconferencia, y a otros dos equipos de su conferencia que obtuvieron el mismo puesto en su división en la temporada anterior.
En esta temporada, los partidos interdivisionales se programaron de la siguiente manera:
| Intraconferencia                                                                                              | Interconferencia                                                                                              |
| --- | --- |
| - AFC Este contra AFC Norte - AFC Oeste contra AFC Sur - NFC Este contra NFC Norte - NFC Oeste contra NFC Sur | - AFC Este contra NFC Este - AFC Norte contra NFC Oeste - AFC Sur contra NFC Sur - AFC Oeste contra NFC Norte |

El Reino Unido acogerá este año cuatro partidos. El estadio de Wembley y el White Hart Lane de Londres albergarán dos partidos cada uno. Serán los choques entre: Carolina Panthers - Tampa Bay Buccaneers, Chicago Bears - Oakland Raiders, Cincinnati Bengals - Los Angeles Rams y Houston Texans - Jacksonville Jaguars.
A pesar de no cumplir con las condiciones mínimas de calidad y seguridad del césped del estadio Azteca de México en la temporada 2018 para alojar el partido entre Los Angeles Rams y Kansas City Chiefs, se volverá a programar un partido en este estadio: Kansas City Chiefs - Los Angeles Chargers.

## Temporada regular

### Jornadas
- Los horarios corresponden al huso horario de UTC−05:00, R, hora del este de los Estados Unidos.

| Semana 1        | Semana 1 | Semana 1            | Semana 1  | Semana 1             | Semana 1                        |
| Fecha           | Hora     | Visitante           | Resultado | Local                | Estadio                         |
| --------------- | -------- | ------------------- | --------- | -------------------- | ------------------------------- |
| 5 de septiembre | 20:30    | Green Bay Packers   | 10 - 3    | Chicago Bears        | Soldier Field                   |
| 8 de septiembre | 13:00    | Tennessee Titans    | 43 - 13   | Cleveland Browns     | FirstEnergy Stadium             |
| 8 de septiembre | 13:00    | Baltimore Ravens    | 59 - 10   | Miami Dolphins       | Hard Rock Stadium               |
| 8 de septiembre | 13:00    | Atlanta Falcons     | 12 - 28   | Minnesota Vikings    | U.S. Bank Stadium               |
| 8 de septiembre | 13:00    | Buffalo Bills       | 17 - 16   | New York Jets        | MetLife Stadium                 |
| 8 de septiembre | 13:00    | Washington Redskins | 27 - 32   | Philadelphia Eagles  | Lincoln Financial Field         |
| 8 de septiembre | 13:00    | Los Angeles Rams    | 30 - 27   | Carolina Panthers    | Bank of America Stadium         |
| 8 de septiembre | 13:00    | Kansas City Chiefs  | 40 - 26   | Jacksonville Jaguars | EverBank Field                  |
| 8 de septiembre | 16:05    | Indianapolis Colts  | 24 - 30   | Los Angeles Chargers | StubHub Center                  |
| 8 de septiembre | 16:05    | Cincinnati Bengals  | 20 - 21   | Seattle Seahawks     | CenturyLink Field               |
| 8 de septiembre | 16:25    | New York Giants     | 17 - 35   | Dallas Cowboys       | AT&T Stadium                    |
| 8 de septiembre | 16:25    | Detroit Lions       | 27 - 27   | Arizona Cardinals    | State Farm Stadium              |
| 8 de septiembre | 16:25    | San Francisco 49ers | 31 - 17   | Tampa Bay Buccaneers | Raymond James Stadium           |
| 8 de septiembre | 20:20    | Pittsburgh Steelers | 3 - 33    | New England Patriots | Gillette Stadium                |
| 9 de septiembre | 19:10    | Houston Texans      | 28 - 30   | New Orleans Saints   | Mercedes-Benz Superdome         |
| 9 de septiembre | 22:20    | Denver Broncos      | 16 - 24   | Oakland Raiders      | Oakland-Alameda County Coliseum |

| Semana 2         | Semana 2 | Semana 2             | Semana 2  | Semana 2            | Semana 2                        |
| Fecha            | Hora     | Visitante            | Resultado | Local               | Estadio                         |
| ---------------- | -------- | -------------------- | --------- | ------------------- | ------------------------------- |
| 12 de septiembre | 20:20    | Tampa Bay Buccaneers | 20 - 14   | Carolina Panthers   | Bank of America Stadium         |
| 15 de septiembre | 13:00    | San Francisco 49ers  | 41 - 17   | Cincinnati Bengals  | Paul Brown Stadium              |
| 15 de septiembre | 13:00    | Los Angeles Chargers | 10 - 13   | Detroit Lions       | Ford Field                      |
| 15 de septiembre | 13:00    | Minnesota Vikings    | 16 - 21   | Green Bay Packers   | Lambeau Field                   |
| 15 de septiembre | 13:00    | Indianapolis Colts   | 19 - 17   | Tennessee Titans    | Nissan Stadium                  |
| 15 de septiembre | 13:00    | New England Patriots | 43 - 0    | Miami Dolphins      | Hard Rock Stadium               |
| 15 de septiembre | 13:00    | Buffalo Bills        | 28 - 14   | New York Giants     | MetLife Stadium                 |
| 15 de septiembre | 13:00    | Seattle Seahawks     | 28 - 26   | Pittsburgh Steelers | Heinz Field                     |
| 15 de septiembre | 13:00    | Dallas Cowboys       | 31 - 21   | Washington Redskins | FedExField                      |
| 15 de septiembre | 13:00    | Arizona Cardinals    | 17 - 23   | Baltimore Ravens    | M&T Bank Stadium                |
| 15 de septiembre | 13:00    | Jacksonville Jaguars | 12 - 13   | Houston Texans      | NRG Stadium                     |
| 15 de septiembre | 16:05    | Kansas City Chiefs   | 28 - 10   | Oakland Raiders     | Oakland-Alameda County Coliseum |
| 15 de septiembre | 16:25    | Chicago Bears        | 16 - 14   | Denver Broncos      | Broncos Stadium at Mile High    |
| 15 de septiembre | 16:25    | New Orleans Saints   | 9 - 27    | Los Angeles Rams    | Los Angeles Memorial Coliseum   |
| 15 de septiembre | 20:20    | Philadelphia Eagles  | 20 - 24   | Atlanta Falcons     | Mercedes-Benz Stadium           |
| 16 de septiembre | 20:15    | Cleveland Browns     | 23 - 3    | New York Jets       | MetLife Stadium                 |

| Semana 3         | Semana 3 | Semana 3            | Semana 3  | Semana 3             | Semana 3                |
| Fecha            | Hora     | Visitante           | Resultado | Local                | Estadio                 |
| ---------------- | -------- | ------------------- | --------- | -------------------- | ----------------------- |
| 19 de septiembre | 20:20    | Tennessee Titans    | 7 - 20    | Jacksonville Jaguars | EverBank Field          |
| 22 de septiembre | 13:00    | Cincinnati Bengals  | 17 - 21   | Buffalo Bills        | New Era Field           |
| 22 de septiembre | 13:00    | Miami Dolphins      | 6 - 31    | Dallas Cowboys       | AT&T Stadium            |
| 22 de septiembre | 13:00    | Denver Broncos      | 16 - 27   | Green Bay Packers    | Lambeau Field           |
| 22 de septiembre | 13:00    | Atlanta Falcons     | 24 - 27   | Indianapolis Colts   | Lucas Oil Stadium       |
| 22 de septiembre | 13:00    | Baltimore Ravens    | 28 - 33   | Kansas City Chiefs   | Arrowhead Stadium       |
| 22 de septiembre | 13:00    | Oakland Raiders     | 14 - 34   | Minnesota Vikings    | U.S. Bank Stadium       |
| 22 de septiembre | 13:00    | New York Jets       | 14 - 30   | New England Patriots | Gillette Stadium        |
| 22 de septiembre | 13:00    | Detroit Lions       | 27 - 24   | Philadelphia Eagles  | Lincoln Financial Field |
| 22 de septiembre | 16:05    | Carolina Panthers   | 38 - 20   | Arizona Cardinals    | State Farm Stadium      |
| 22 de septiembre | 16:05    | New York Giants     | 32 - 31   | Tampa Bay Buccaneers | Raymond James Stadium   |
| 22 de septiembre | 16:25    | Houston Texans      | 27 - 20   | Los Angeles Chargers | StubHub Center          |
| 22 de septiembre | 16:25    | Pittsburgh Steelers | 20 - 24   | San Francisco 49ers  | Levi's Stadium          |
| 22 de septiembre | 16:25    | New Orleans Saints  | 33 - 27   | Seattle Seahawks     | CenturyLink Field       |
| 22 de septiembre | 20:20    | Los Angeles Rams    | 20 - 13   | Cleveland Browns     | FirstEnergy Stadium     |
| 23 de septiembre | 20:15    | Chicago Bears       | 31 - 15   | Washington Redskins  | FedExField              |

| Semana 4                                                | Semana 4 | Semana 4             | Semana 4  | Semana 4            | Semana 4                      |
| Fecha                                                   | Hora     | Visitante            | Resultado | Local               | Estadio                       |
| ------------------------------------------------------- | -------- | -------------------- | --------- | ------------------- | ----------------------------- |
| 26 de septiembre                                        | 20:20    | Philadelphia Eagles  | 34 - 27   | Green Bay Packers   | Lambeau Field                 |
| 29 de septiembre                                        | 13:00    | Tennessee Titans     | 24 - 10   | Atlanta Falcons     | Mercedes-Benz Stadium         |
| 29 de septiembre                                        | 13:00    | New England Patriots | 16 - 10   | Buffalo Bills       | New Era Field                 |
| 29 de septiembre                                        | 13:00    | Kansas City Chiefs   | 34 - 30   | Detroit Lions       | Ford Field                    |
| 29 de septiembre                                        | 13:00    | Oakland Raiders      | 31 - 24   | Indianapolis Colts  | Lucas Oil Stadium             |
| 29 de septiembre                                        | 13:00    | Los Angeles Chargers | 30 - 10   | Miami Dolphins      | Hard Rock Stadium             |
| 29 de septiembre                                        | 13:00    | Washington Redskins  | 3 - 24    | New York Giants     | MetLife Stadium               |
| 29 de septiembre                                        | 13:00    | Cleveland Browns     | 40 - 25   | Baltimore Ravens    | M&T Bank Stadium              |
| 29 de septiembre                                        | 13:00    | Carolina Panthers    | 16 - 10   | Houston Texans      | NRG Stadium                   |
| 29 de septiembre                                        | 16:05    | Tampa Bay Buccaneers | 55 - 40   | Los Angeles Rams    | Los Angeles Memorial Coliseum |
| 29 de septiembre                                        | 16:05    | Seattle Seahawks     | 27 - 10   | Arizona Cardinals   | State Farm Stadium            |
| 29 de septiembre                                        | 16:25    | Minnesota Vikings    | 6 - 16    | Chicago Bears       | Soldier Field                 |
| 29 de septiembre                                        | 16:25    | Jacksonville Jaguars | 26 - 24   | Denver Broncos      | Broncos Stadium at Mile High  |
| 29 de septiembre                                        | 20:20    | Dallas Cowboys       | 10 - 12   | New Orleans Saints  | Mercedes-Benz Superdome       |
| 30 de septiembre                                        | 20:15    | Cincinnati Bengals   | 3 - 27    | Pittsburgh Steelers | Heinz Field                   |
| Semana de descanso: New York Jets y San Francisco 49ers |          |                      |           |                     |                               |

| Semana 5                                           | Semana 5 | Semana 5             | Semana 5  | Semana 5             | Semana 5                                         |
| Fecha                                              | Hora     | Visitante            | Resultado | Local                | Estadio                                          |
| -------------------------------------------------- | -------- | -------------------- | --------- | -------------------- | ------------------------------------------------ |
| 3 de octubre                                       | 20:20    | Los Angeles Rams     | 29 - 30   | Seattle Seahawks     | CenturyLink Field                                |
| 6 de octubre                                       | 13:00    | Arizona Cardinals    | 26 - 23   | Cincinnati Bengals   | Paul Brown Stadium                               |
| 6 de octubre                                       | 13:00    | Buffalo Bills        | 14 - 7    | Tennessee Titans     | Nissan Stadium                                   |
| 6 de octubre                                       | 13:00    | Chicago Bears        | 21 - 24   | Oakland Raiders      | Tottenham Hotspur Stadium (Londres, Reino Unido) |
| 6 de octubre                                       | 13:00    | Tampa Bay Buccaneers | 24 - 31   | New Orleans Saints   | Mercedes-Benz Superdome                          |
| 6 de octubre                                       | 13:00    | Minnesota Vikings    | 28 - 10   | New York Giants      | MetLife Stadium                                  |
| 6 de octubre                                       | 13:00    | New York Jets        | 6 - 31    | Philadelphia Eagles  | Lincoln Financial Field                          |
| 6 de octubre                                       | 13:00    | Baltimore Ravens     | 26 - 23   | Pittsburgh Steelers  | Heinz Field                                      |
| 6 de octubre                                       | 13:00    | New England Patriots | 33 - 7    | Washington Redskins  | FedExField                                       |
| 6 de octubre                                       | 13:00    | Jacksonville Jaguars | 27 - 34   | Carolina Panthers    | Bank of America Stadium                          |
| 6 de octubre                                       | 13:00    | Atlanta Falcons      | 32 - 53   | Houston Texans       | NRG Stadium                                      |
| 6 de octubre                                       | 16:05    | Denver Broncos       | 20 - 13   | Los Angeles Chargers | StubHub Center                                   |
| 6 de octubre                                       | 16:25    | Green Bay Packers    | 34 - 24   | Dallas Cowboys       | AT&T Stadium                                     |
| 6 de octubre                                       | 20:20    | Indianapolis Colts   | 19 - 13   | Kansas City Chiefs   | Arrowhead Stadium                                |
| 7 de octubre                                       | 20:15    | Cleveland Browns     | 3 - 31    | San Francisco 49ers  | Levi's Stadium                                   |
| Semana de descanso: Detroit Lions y Miami Dolphins |          |                      |           |                      |                                                  |

| Semana 6                                                                               | Semana 6 | Semana 6            | Semana 6  | Semana 6             | Semana 6                                         |
| Fecha                                                                                  | Hora     | Visitante           | Resultado | Local                | Estadio                                          |
| -------------------------------------------------------------------------------------- | -------- | ------------------- | --------- | -------------------- | ------------------------------------------------ |
| 10 de octubre                                                                          | 20:20    | New York Giants     | 14 - 35   | New England Patriots | Gillette Stadium                                 |
| 13 de octubre                                                                          | 9:30     | Carolina Panthers   | 37 - 26   | Tampa Bay Buccaneers | Tottenham Hotspur Stadium (Londres, Reino Unido) |
| 13 de octubre                                                                          | 13:00    | Seattle Seahawks    | 32 - 28   | Cleveland Browns     | FirstEnergy Stadium                              |
| 13 de octubre                                                                          | 13:00    | Houston Texans      | 31 - 24   | Kansas City Chiefs   | Arrowhead Stadium                                |
| 13 de octubre                                                                          | 13:00    | Washington Redskins | 17 - 16   | Miami Dolphins       | Hard Rock Stadium                                |
| 13 de octubre                                                                          | 13:00    | Philadelphia Eagles | 20 - 38   | Minnesota Vikings    | U.S. Bank Stadium                                |
| 13 de octubre                                                                          | 13:00    | New Orleans Saints  | 13 - 6    | Jacksonville Jaguars | EverBank Field                                   |
| 13 de octubre                                                                          | 13:00    | Cincinnati Bengals  | 17 - 23   | Baltimore Ravens     | M&T Bank Stadium                                 |
| 13 de octubre                                                                          | 16:05    | San Francisco 49ers | 20 - 7    | Los Angeles Rams     | Los Angeles Memorial Coliseum                    |
| 13 de octubre                                                                          | 16:05    | Atlanta Falcons     | 33 - 34   | Arizona Cardinals    | State Farm Stadium                               |
| 13 de octubre                                                                          | 16:25    | Tennessee Titans    | 0 - 16    | Denver Broncos       | Broncos Stadium at Mile High                     |
| 13 de octubre                                                                          | 16:25    | Dallas Cowboys      | 22 - 24   | New York Jets        | MetLife Stadium                                  |
| 13 de octubre                                                                          | 20:20    | Pittsburgh Steelers | 24 - 17   | Los Angeles Chargers | StubHub Center                                   |
| 14 de octubre                                                                          | 20:15    | Detroit Lions       | 22 - 23   | Green Bay Packers    | Lambeau Field                                    |
| Semana de descanso: Buffalo Bills, Chicago Bears, Indianapolis Colts y Oakland Raiders |          |                     |           |                      |                                                  |

| Semana 7                                                                                            | Semana 7 | Semana 7             | Semana 7  | Semana 7            | Semana 7                     |
| Fecha                                                                                               | Hora     | Visitante            | Resultado | Local               | Estadio                      |
| --------------------------------------------------------------------------------------------------- | -------- | -------------------- | --------- | ------------------- | ---------------------------- |
| 17 de octubre                                                                                       | 20:20    | Kansas City Chiefs   | 30 - 6    | Denver Broncos      | Broncos Stadium at Mile High |
| 20 de octubre                                                                                       | 13:00    | Los Angeles Rams     | 37 - 10   | Atlanta Falcons     | Mercedes-Benz Stadium        |
| 20 de octubre                                                                                       | 13:00    | Miami Dolphins       | 21 - 31   | Buffalo Bills       | New Era Field                |
| 20 de octubre                                                                                       | 13:00    | Jacksonville Jaguars | 27 - 17   | Cincinnati Bengals  | Paul Brown Stadium           |
| 20 de octubre                                                                                       | 13:00    | Minnesota Vikings    | 42 - 30   | Detroit Lions       | Ford Field                   |
| 20 de octubre                                                                                       | 13:00    | Oakland Raiders      | 24 - 42   | Green Bay Packers   | Lambeau Field                |
| 20 de octubre                                                                                       | 13:00    | Houston Texans       | 23 - 30   | Indianapolis Colts  | Lucas Oil Stadium            |
| 20 de octubre                                                                                       | 13:00    | Arizona Cardinals    | 27 - 21   | New York Giants     | MetLife Stadium              |
| 20 de octubre                                                                                       | 13:00    | San Francisco 49ers  | 9 - 0     | Washington Redskins | FedExField                   |
| 20 de octubre                                                                                       | 16:05    | Los Angeles Chargers | 20 - 23   | Tennessee Titans    | Nissan Stadium               |
| 20 de octubre                                                                                       | 16:25    | New Orleans Saints   | 36 - 25   | Chicago Bears       | Soldier Field                |
| 20 de octubre                                                                                       | 16:25    | Baltimore Ravens     | 30 - 16   | Seattle Seahawks    | CenturyLink Field            |
| 20 de octubre                                                                                       | 20:20    | Philadelphia Eagles  | 10 - 37   | Dallas Cowboys      | AT&T Stadium                 |
| 21 de octubre                                                                                       | 20:15    | New England Patriots | 33 - 0    | New York Jets       | MetLife Stadium              |
| Semana de descanso: Cleveland Browns, Pittsburgh Steelers, Tampa Bay Buccaneers y Carolina Panthers |          |                      |           |                     |                              |

| Semana 8                                              | Semana 8 | Semana 8             | Semana 8   | Semana 8             | Semana 8                               |
| Fecha                                                 | Hora     | Visitante            | Resultado  | Local                | Estadio                                |
| ----------------------------------------------------- | -------- | -------------------- | ---------- | -------------------- | -------------------------------------- |
| 24 de octubre                                         | 20:20    | Washington Redskins  | 9 - 19     | Minnesota Vikings    | U.S. Bank Stadium                      |
| 27 de octubre                                         | 13:00    | Seattle Seahawks     | 27 - 20    | Atlanta Falcons      | Mercedes-Benz Stadium                  |
| 27 de octubre                                         | 13:00    | Philadelphia Eagles  | 31 - 13    | Buffalo Bills        | New Era Field                          |
| 27 de octubre                                         | 13:00    | Los Angeles Chargers | 17 - 16    | Chicago Bears        | Soldier Field                          |
| 27 de octubre                                         | 13:00    | New York Giants      | 26 - 31    | Detroit Lions        | Ford Field                             |
| 27 de octubre                                         | 13:00    | Tampa Bay Buccaneers | 23 - 27    | Tennessee Titans     | Nissan Stadium                         |
| 27 de octubre                                         | 13:00    | Denver Broncos       | 13 - 15    | Indianapolis Colts   | Lucas Oil Stadium                      |
| 27 de octubre                                         | 13:00    | Cincinnati Bengals   | 10 - 24    | Los Angeles Rams     | Wembley Stadium (Londres, Reino Unido) |
| 27 de octubre                                         | 13:00    | Arizona Cardinals    | 9 - 31 - 9 | New Orleans Saints   | Mercedes-Benz Superdome                |
| 27 de octubre                                         | 13:00    | New York Jets        | 15 - 29    | Jacksonville Jaguars | EverBank Field                         |
| 27 de octubre                                         | 16:05    | Carolina Panthers    | 13 - 51    | San Francisco 49ers  | Levi's Stadium                         |
| 27 de octubre                                         | 16:25    | Cleveland Browns     | 13 - 27    | New England Patriots | Gillette Stadium                       |
| 27 de octubre                                         | 16:25    | Oakland Raiders      | 24 - 27    | Houston Texans       | NRG Stadium                            |
| 27 de octubre                                         | 20:20    | Green Bay Packers    | 31 - 24    | Kansas City Chiefs   | Arrowhead Stadium                      |
| 28 de octubre                                         | 20:15    | Miami Dolphins       | 14 - 27    | Pittsburgh Steelers  | Heinz Field                            |
| Semana de descanso: Dallas Cowboys y Baltimore Ravens |          |                      |            |                      |                                        |

| Semana 9                                                                                       | Semana 9 | Semana 9             | Semana 9  | Semana 9             | Semana 9                               |
| Fecha                                                                                          | Hora     | Visitante            | Resultado | Local                | Estadio                                |
| ---------------------------------------------------------------------------------------------- | -------- | -------------------- | --------- | -------------------- | -------------------------------------- |
| 31 de octubre                                                                                  | 20:20    | San Francisco 49ers  | 28 - 25   | Arizona Cardinals    | State Farm Stadium                     |
| 3 de noviembre                                                                                 | 9:30     | Houston Texans       | 26 - 3    | Jacksonville Jaguars | Wembley Stadium (Londres, Reino Unido) |
| 3 de noviembre                                                                                 | 13:00    | Washington Redskins  | 9 - 24    | Buffalo Bills        | New Era Field                          |
| 3 de noviembre                                                                                 | 13:00    | Minnesota Vikings    | 23 - 26   | Kansas City Chiefs   | Arrowhead Stadium                      |
| 3 de noviembre                                                                                 | 13:00    | New York Jets        | 18 - 26   | Miami Dolphins       | Hard Rock Stadium                      |
| 3 de noviembre                                                                                 | 13:00    | Chicago Bears        | 14 - 22   | Philadelphia Eagles  | Lincoln Financial Field                |
| 3 de noviembre                                                                                 | 13:00    | Indianapolis Colts   | 24 - 26   | Pittsburgh Steelers  | Heinz Field                            |
| 3 de noviembre                                                                                 | 13:00    | Tennessee Titans     | 20 - 30   | Carolina Panthers    | Bank of America Stadium                |
| 3 de noviembre                                                                                 | 16:05    | Detroit Lions        | 24 - 31   | Oakland Raiders      | Oakland-Alameda County Coliseum        |
| 3 de noviembre                                                                                 | 16:05    | Tampa Bay Buccaneers | 34 - 40   | Seattle Seahawks     | CenturyLink Field                      |
| 3 de noviembre                                                                                 | 16:25    | Cleveland Browns     | 19 - 24   | Denver Broncos       | Broncos Stadium at Mile High           |
| 3 de noviembre                                                                                 | 16:25    | Green Bay Packers    | 11 - 26   | Los Angeles Chargers | StubHub Center                         |
| 3 de noviembre                                                                                 | 20:20    | New England Patriots | 20 - 37   | Baltimore Ravens     | M&T Bank Stadium                       |
| 4 de noviembre                                                                                 | 20:15    | Dallas Cowboys       | 37 - 18   | New York Giants      | MetLife Stadium                        |
| Semana de descanso: Atlanta Falcons, Cincinnati Bengals, Los Angeles Rams y New Orleans Saints |          |                      |           |                      |                                        |

| Semana 10 | Semana 10 | Semana 10            | Semana 10 | Semana 10            | Semana 10                       |
| Fecha | Hora      | Visitante            | Resultado | Local                | Estadio                         |
| --- | --------- | -------------------- | --------- | -------------------- | ------------------------------- |
| 7 de noviembre | 20:20     | Los Angeles Chargers | 24 - 26   | Oakland Raiders      | Oakland-Alameda County Coliseum |
| 10 de noviembre | 13:00     | Detroit Lions        | 13 - 20   | Chicago Bears        | Soldier Field                   |
| 10 de noviembre | 13:00     | Baltimore Ravens     | 49 - 13   | Cincinnati Bengals   | Paul Brown Stadium              |
| 10 de noviembre | 13:00     | Buffalo Bills        | 16 - 19   | Cleveland Browns     | FirstEnergy Stadium             |
| 10 de noviembre | 13:00     | Kansas City Chiefs   | 32 - 35   | Tennessee Titans     | Nissan Stadium                  |
| 10 de noviembre | 13:00     | Atlanta Falcons      | 26 - 9    | New Orleans Saints   | Mercedes-Benz Superdome         |
| 10 de noviembre | 13:00     | New York Giants      | 27 - 34   | New York Jets        | MetLife Stadium                 |
| 10 de noviembre | 13:00     | Arizona Cardinals    | 27 - 30   | Tampa Bay Buccaneers | Raymond James Stadium           |
| 10 de noviembre | 16:05     | Miami Dolphins       | 16 - 12   | Indianapolis Colts   | Lucas Oil Stadium               |
| 10 de noviembre | 16:25     | Carolina Panthers    | 16 - 24   | Green Bay Packers    | Lambeau Field                   |
| 10 de noviembre | 16:25     | Los Angeles Rams     | 12 - 17   | Pittsburgh Steelers  | Heinz Field                     |
| 10 de noviembre | 20:20     | Minnesota Vikings    | 28 - 24   | Dallas Cowboys       | AT&T Stadium                    |
| 11 de noviembre | 20:15     | Seattle Seahawks     | 27 - 24   | San Francisco 49ers  | Levi's Stadium                  |
| Semana de descanso: Denver Broncos, New England Patriots, Philadelphia Eagles, Washington Redskins, Jacksonville Jaguars y Houston Texans |           |                      |           |                      |                                 |

| Semana 11                                                                                   | Semana 11 | Semana 11            | Semana 11 | Semana 11            | Semana 11                                 |
| Fecha                                                                                       | Hora      | Visitante            | Resultado | Local                | Estadio                                   |
| ------------------------------------------------------------------------------------------- | --------- | -------------------- | --------- | -------------------- | ----------------------------------------- |
| 14 de noviembre                                                                             | 20:20     | Pittsburgh Steelers  | 7 - 21    | Cleveland Browns     | FirstEnergy Stadium                       |
| 17 de noviembre                                                                             | 13:00     | Dallas Cowboys       | 35 - 27   | Detroit Lions        | Ford Field                                |
| 17 de noviembre                                                                             | 13:00     | Jacksonville Jaguars | 13 - 33   | Indianapolis Colts   | Lucas Oil Stadium                         |
| 17 de noviembre                                                                             | 13:00     | Buffalo Bills        | 37 - 20   | Miami Dolphins       | Hard Rock Stadium                         |
| 17 de noviembre                                                                             | 13:00     | Denver Broncos       | 23 - 27   | Minnesota Vikings    | U.S. Bank Stadium                         |
| 17 de noviembre                                                                             | 13:00     | New Orleans Saints   | 34 - 17   | Tampa Bay Buccaneers | Raymond James Stadium                     |
| 17 de noviembre                                                                             | 13:00     | New York Jets        | 34 - 17   | Washington Redskins  | FedExField                                |
| 17 de noviembre                                                                             | 13:00     | Atlanta Falcons      | 29 - 3    | Carolina Panthers    | Bank of America Stadium                   |
| 17 de noviembre                                                                             | 13:00     | Houston Texans       | 7 - 41    | Baltimore Ravens     | M&T Bank Stadium                          |
| 17 de noviembre                                                                             | 16:05     | Arizona Cardinals    | 26 - 36   | San Francisco 49ers  | Levi's Stadium                            |
| 17 de noviembre                                                                             | 16:25     | Cincinnati Bengals   | 10 - 17   | Oakland Raiders      | Oakland-Alameda County Coliseum           |
| 17 de noviembre                                                                             | 16:25     | New England Patriots | 17 - 10   | Philadelphia Eagles  | Lincoln Financial Field                   |
| 17 de noviembre                                                                             | 20:20     | Chicago Bears        | 7 - 17    | Los Angeles Rams     | Los Angeles Memorial Coliseum             |
| 18 de noviembre                                                                             | 20:15     | Kansas City Chiefs   | 24 - 17   | Los Angeles Chargers | Estadio Azteca (Ciudad de México, México) |
| Semana de descanso: Green Bay Packers, Tennessee Titans, New York Giants y Seattle Seahawks |           |                      |           |                      |                                           |

| Semana 12                                                                                           | Semana 12 | Semana 12            | Semana 12 | Semana 12            | Semana 12                     |
| Fecha                                                                                               | Hora      | Visitante            | Resultado | Local                | Estadio                       |
| --------------------------------------------------------------------------------------------------- | --------- | -------------------- | --------- | -------------------- | ----------------------------- |
| 21 de noviembre                                                                                     | 20:20     | Indianapolis Colts   | 17 - 20   | Houston Texans       | NRG Stadium                   |
| 24 de noviembre                                                                                     | 13:00     | Tampa Bay Buccaneers | 35 - 22   | Atlanta Falcons      | Mercedes-Benz Stadium         |
| 24 de noviembre                                                                                     | 13:00     | Denver Broncos       | 3 - 20    | Buffalo Bills        | New Era Field                 |
| 24 de noviembre                                                                                     | 13:00     | New York Giants      | 14 - 19   | Chicago Bears        | Soldier Field                 |
| 24 de noviembre                                                                                     | 13:00     | Pittsburgh Steelers  | 16 - 10   | Cincinnati Bengals   | Paul Brown Stadium            |
| 24 de noviembre                                                                                     | 13:00     | Miami Dolphins       | 24 - 41   | Cleveland Browns     | FirstEnergy Stadium           |
| 24 de noviembre                                                                                     | 13:00     | Carolina Panthers    | 31 - 34   | New Orleans Saints   | Mercedes-Benz Superdome       |
| 24 de noviembre                                                                                     | 13:00     | Oakland Raiders      | 3 - 34    | New York Jets        | MetLife Stadium               |
| 24 de noviembre                                                                                     | 13:00     | Detroit Lions        | 16 - 19   | Washington Redskins  | FedExField                    |
| 24 de noviembre                                                                                     | 13:00     | Seattle Seahawks     | 17 - 9    | Philadelphia Eagls   | Lincoln Financial Field       |
| 24 de noviembre                                                                                     | 16:05     | Jacksonville Jaguars | 20 - 42   | Tennessee Titans     | Nissan Stadium                |
| 24 de noviembre                                                                                     | 16:25     | Dallas Cowboys       | 9 - 13    | New England Patriots | Gillette Stadium              |
| 24 de noviembre                                                                                     | 20:20     | Green Bay Packers    | 8 - 37    | San Francisco 49ers  | Levi's Stadium                |
| 25 de noviembre                                                                                     | 20:15     | Baltimore Ravens     | 45 - 6    | Los Angeles Rams     | Los Angeles Memorial Coliseum |
| Semana de descanso: Kansas City Chiefs, Minnesota Vikings, Arizona Cardinals y Los Angeles Chargers |           |                      |           |                      |                               |

| Semana 13       | Semana 13 | Semana 13            | Semana 13 | Semana 13            | Semana 13                    |
| Fecha           | Hora      | Visitante            | Resultado | Local                | Estadio                      |
| --------------- | --------- | -------------------- | --------- | -------------------- | ---------------------------- |
| 28 de noviembre | 12:30     | Chicago Bears        | 24 - 20   | Detroit Lions        | Ford Field                   |
| 28 de noviembre | 16:30     | Buffalo Bills        | 26 - 15   | Dallas Cowboys       | AT&T Stadium                 |
| 28 de noviembre | 20:20     | New Orleans Saints   | 26 - 18   | Atlanta Falcons      | Mercedes-Benz Stadium        |
| 1 de diciembre  | 13:00     | New York Jets        | 6 - 22    | Cincinnati Bengals   | Paul Brown Stadium           |
| 1 de diciembre  | 13:00     | Tennessee Titans     | 31 - 17   | Indianapolis Colts   | Lucas Oil Stadium            |
| 1 de diciembre  | 13:00     | Oakland Raiders      | 9 - 40    | Kansas City Chiefs   | Arrowhead Stadium            |
| 1 de diciembre  | 13:00     | Philadelphia Eagles  | 31 - 37   | Miami Dolphins       | Hard Rock Stadium            |
| 1 de diciembre  | 13:00     | Green Bay Packers    | 31 - 13   | New York Giants      | MetLife Stadium              |
| 1 de diciembre  | 13:00     | Washington Redskins  | 29 - 21   | Carolina Panthers    | Bank of America Stadium      |
| 1 de diciembre  | 13:00     | Tampa Bay Buccaneers | 28 - 11   | Jacksonville Jaguars | EverBank Field               |
| 1 de diciembre  | 13:00     | San Francisco 49ers  | 17 - 20   | Baltimore Ravens     | M&T Bank Stadium             |
| 1 de diciembre  | 16:05     | Los Angeles Rams     | 34 - 7    | Arizona Cardinals    | State Farm Stadium           |
| 1 de diciembre  | 16:25     | Los Angeles Chargers | 20 - 23   | Denver Broncos       | Broncos Stadium at Mile High |
| 1 de diciembre  | 16:25     | Cleveland Browns     | 13 - 20   | Pittsburgh Steelers  | Heinz Field                  |
| 1 de diciembre  | 20:20     | New England Patriots | 22 - 28   | Houston Texans       | NRG Stadium                  |
| 2 de diciembre  | 20:15     | Minnesota Vikings    | 30 - 37   | Seattle Seahawks     | CenturyLink Field            |

| Semana 14      | Semana 14 | Semana 14            | Semana 14 | Semana 14            | Semana 14                       |
| Fecha          | Hora      | Visitante            | Resultado | Local                | Estadio                         |
| -------------- | --------- | -------------------- | --------- | -------------------- | ------------------------------- |
| 5 de diciembre | 20:20     | Dallas Cowboys       | 24 - 31   | Chicago Bears        | Soldier Field                   |
| 8 de diciembre | 13:00     | Carolina Panthers    | 20 - 40   | Atlanta Falcons      | Mercedes-Benz Stadium           |
| 8 de diciembre | 13:00     | Baltimore Ravens     | 24 - 17   | Buffalo Bills        | New Era Field                   |
| 8 de diciembre | 13:00     | Cincinnati Bengals   | 19 - 27   | Cleveland Browns     | FirstEnergy Stadium             |
| 8 de diciembre | 13:00     | Washington Redskins  | 15 - 20   | Green Bay Packers    | Lambeau Field                   |
| 8 de diciembre | 13:00     | Denver Broncos       | 38 - 24   | Houston Texans       | NRG Stadium                     |
| 8 de diciembre | 13:00     | Detroit Lions        | 7 - 20    | Minnesota Vikings    | U.S. Bank Stadium               |
| 8 de diciembre | 13:00     | San Francisco 49ers  | 48 - 46   | New Orleans Saints   | Mercedes-Benz Superdome         |
| 8 de diciembre | 13:00     | Miami Dolphins       | 21 - 22   | New York Jets        | MetLife Stadium                 |
| 8 de diciembre | 13:00     | Indianapolis Colts   | 35 - 38   | Tampa Bay Buccaneers | Raymond James Stadium           |
| 8 de diciembre | 16:05     | Los Angeles Chargers | 45 - 10   | Jacksonville Jaguars | EverBank Field                  |
| 8 de diciembre | 16:25     | Tennessee Titans     | 42 - 21   | Oakland Raiders      | Oakland-Alameda County Coliseum |
| 8 de diciembre | 16:25     | Kansas City Chiefs   | 23 - 16   | New England Patriots | Gillette Stadium                |
| 8 de diciembre | 16:25     | Pittsburgh Steelers  | 23 - 17   | Arizona Cardinals    | State Farm Stadium              |
| 8 de diciembre | 20:20     | Seattle Seahawks     | 12 - 28   | Los Angeles Rams     | Los Angeles Memorial Coliseum   |
| 9 de diciembre | 20:15     | New York Giants      | 17 - 23   | Philadelphia Eagles  | Lincoln Financial Field         |

| Semana 15       | Semana 15 | Semana 15            | Semana 15 | Semana 15            | Semana 15                       |
| Fecha           | Hora      | Visitante            | Resultado | Local                | Estadio                         |
| --------------- | --------- | -------------------- | --------- | -------------------- | ------------------------------- |
| 12 de diciembre | 20:20     | New York Jets        | 21 - 42   | Baltimore Ravens     | M&T Bank Stadium                |
| 15 de diciembre | 13:00     | New England Patriots | 34 - 13   | Cincinnati Bengals   | Paul Brown Stadium              |
| 15 de diciembre | 13:00     | Tampa Bay Buccaneers | 38 - 17   | Detroit Lions        | Ford Field                      |
| 15 de diciembre | 13:00     | Chicago Bears        | 13 - 21   | Green Bay Packers    | Lambeau Field                   |
| 15 de diciembre | 13:00     | Houston Texans       | 24 - 21   | Tennessee Titans     | Nissan Stadium                  |
| 15 de diciembre | 13:00     | Denver Broncos       | 3 - 23    | Kansas City Chiefs   | Arrowhead Stadium               |
| 15 de diciembre | 13:00     | Miami Dolphins       | 26 - 36   | New York Giants      | MetLife Stadium                 |
| 15 de diciembre | 13:00     | Philadelphia Eagles  | 37 - 27   | Washington Redskins  | FedExField                      |
| 15 de diciembre | 13:00     | Seattle Seahawks     | 30 - 24   | Carolina Panthers    | Bank of America Stadium         |
| 15 de diciembre | 16:05     | Jacksonville Jaguars | 20 - 16   | Oakland Raiders      | Oakland-Alameda County Coliseum |
| 15 de diciembre | 16:05     | Cleveland Browns     | 24 - 38   | Arizona Cardinals    | State Farm Stadium              |
| 15 de diciembre | 16:05     | Minnesota Vikings    | 39 - 10   | Los Angeles Chargers | StubHub Center                  |
| 15 de diciembre | 16:25     | Los Angeles Rams     | 21 - 44   | Dallas Cowboys       | AT&T Stadium                    |
| 15 de diciembre | 16:25     | Atlanta Falcons      | 29 - 22   | San Francisco 49ers  | Levi's Stadium                  |
| 15 de diciembre | 20:20     | Buffalo Bills        | 17 - 10   | Pittsburgh Steelers  | Heinz Field                     |
| 16 de diciembre | 20:15     | Indianapolis Colts   | 7 - 34    | New Orleans Saints   | Mercedes-Benz Superdome         |

| Semana 16       | Semana 16 | Semana 16            | Semana 16 | Semana 16            | Semana 16                    |
| Fecha           | Hora      | Visitante            | Resultado | Local                | Estadio                      |
| --------------- | --------- | -------------------- | --------- | -------------------- | ---------------------------- |
| 21 de diciembre | 13:00     | Houston Texans       | 23 - 20   | Tampa Bay Buccaneers | Raymond James Stadium        |
| 21 de diciembre | 16:30     | Buffalo Bills        | 17 - 24   | New England Patriots | Gillette Stadium             |
| 21 de diciembre | 20:15     | Los Angeles Rams     | 31 - 34   | San Francisco 49ers  | Levi's Stadium               |
| 22 de diciembre | 13:00     | Jacksonville Jaguars | 12 - 24   | Atlanta Falcons      | Mercedes-Benz Stadium        |
| 22 de diciembre | 13:00     | Baltimore Ravens     | 31 - 15   | Cleveland Browns     | FirstEnergy Stadium          |
| 22 de diciembre | 13:00     | New Orleans Saints   | 38 - 28   | Tennessee Titans     | Nissan Stadium               |
| 22 de diciembre | 13:00     | Carolina Panthers    | 6 - 38    | Indianapolis Colts   | Lucas Oil Stadium            |
| 22 de diciembre | 13:00     | Cincinnati Bengals   | 35 - 38   | Miami Dolphins       | Hard Rock Stadium            |
| 22 de diciembre | 13:00     | Pittsburgh Steelers  | 10 - 16   | New York Jets        | MetLife Stadium              |
| 22 de diciembre | 13:00     | New York Giants      | 41 - 35   | Washington Redskins  | Nissan Stadium               |
| 22 de diciembre | 16:05     | Detroit Lions        | 17 - 27   | Denver Broncos       | Broncos Stadium at Mile High |
| 22 de diciembre | 16:05     | Oakland Raiders      | 24 - 17   | Los Angeles Chargers | StubHub Center               |
| 22 de diciembre | 16:25     | Dallas Cowboys       | 9 - 17    | Philadelphia Eagles  | Lincoln Financial Field      |
| 22 de diciembre | 16:25     | Arizona Cardinals    | 27 - 13   | Seattle Seahawks     | CenturyLink Field            |
| 22 de diciembre | 20:20     | Kansas City Chiefs   | 26 - 3    | Chicago Bears        | Soldier Field                |
| 23 de diciembre | 20:15     | Green Bay Packers    | 23 - 10   | Minnesota Vikings    | U.S. Bank Stadium            |

| Semana 17       | Semana 17           | Semana 17            | Semana 17            | Semana 17                     | Semana 17               |
| Fecha           | Hora                | Visitante            | Resultado            | Local                         | Estadio                 |
| --------------- | ------------------- | -------------------- | -------------------- | ----------------------------- | ----------------------- |
| 29 de diciembre | 13:00               | New York Jets        | 13 - 6               | Buffalo Bills                 | New Era Field           |
| 29 de diciembre | 13:00               | Miami Dolphins       | 27 - 24              | New England Patriots          | Gillette Stadium        |
| 29 de diciembre | 13:00               | Cleveland Browns     | 23 - 33              | Cincinnati Bengals            | Paul Brown Stadium      |
| 29 de diciembre | 13:00               | Los Angeles Chargers | 21 - 31              | Kansas City Chiefs            | Arrowhead Stadium       |
| 29 de diciembre | 13:00               | Green Bay Packers    | 23 - 20              | Detroit Lions                 | Ford Field              |
| 29 de diciembre | 13:00               | Chicago Bears        | 21 - 19              | Minnesota Vikings             | U.S. Bank Stadium       |
| 29 de diciembre | 13:00               | Atlanta Falcons      | 28 - 22              | Tampa Bay Buccaneers          | Raymond James Stadium   |
| 29 de diciembre | 13:00               | New Orleans Saints   | 42 - 10              | Carolina Panthers             | Bank of America Stadium |
| 29 de diciembre | 16:25               |                      |                      |                               |                         |
| 29 de diciembre | Pittsburgh Steelers | 10 - 28              | Baltimore Ravens     | M&T Bank Stadium              |                         |
| 29 de diciembre | Philadelphia Eagles | 34 - 17              | New York Giants      | MetLife Stadium               |                         |
| 29 de diciembre | Washington Redskins | 16 - 47              | Dallas Cowboys       | AT&T Stadium                  |                         |
| 29 de diciembre | Tennessee Titans    | 35 - 14              | Houston Texans       | NRG Stadium                   |                         |
| 29 de diciembre | Indianapolis Colts  | 20 - 38              | Jacksonville Jaguars | EverBank Field                |                         |
| 29 de diciembre | Denver Broncos      | 16 - 15              | Oakland Raiders      | Broncos Stadium at Mile High  |                         |
| 29 de diciembre | Arizona Cardinals   | 24 - 31              | Los Angeles Rams     | Los Angeles Memorial Coliseum |                         |
| 29 de diciembre | 20:20               | San Francisco 49ers  | 26 - 21              | Seattle Seahawks              | CenturyLink Field       |

### Clasificación divisional
| AFC Este                | AFC Este | AFC Este | AFC Este | AFC Este | AFC Este | AFC Este | AFC Este | AFC Este |
| Equipo                  | G        | P        | E        | CTE      | DIV      | CONF     | PF       | PC       |
| ----------------------- | -------- | -------- | -------- | -------- | -------- | -------- | -------- | -------- |
| #3 New England Patriots | 12       | 4        | 0        | .750     | 5-1      | 8-4      | 420      | 225      |
| #5 Buffalo Bills        | 10       | 6        | 0        | .625     | 3-3      | 7-5      | 314      | 259      |
| New York Jets           | 7        | 9        | 0        | .438     | 2-4      | 4-8      | 276      | 359      |
| Miami Dolphins          | 5        | 11       | 0        | .313     | 2-4      | 4-8      | 306      | 494      |

| AFC Norte           | AFC Norte | AFC Norte | AFC Norte | AFC Norte | AFC Norte | AFC Norte | AFC Norte | AFC Norte |
| Equipo              | G         | P         | E         | CTE       | DIV       | CONF      | PF        | PC        |
| ------------------- | --------- | --------- | --------- | --------- | --------- | --------- | --------- | --------- |
| #1 Baltimore Ravens | 14        | 2         | 0         | .875      | 5-1       | 10-2      | 531       | 282       |
| Pittsburgh Steelers | 8         | 8         | 0         | .500      | 3-3       | 6-6       | 289       | 303       |
| Cleveland Browns    | 6         | 10        | 0         | .375      | 3-3       | 6-6       | 335       | 393       |
| Cincinnati Bengals  | 2         | 14        | 0         | .125      | 1-5       | 2-10      | 279       | 420       |

| AFC Sur              | AFC Sur | AFC Sur | AFC Sur | AFC Sur | AFC Sur | AFC Sur | AFC Sur | AFC Sur |
| Equipo               | G       | P       | E       | CTE     | DIV     | CONF    | PF      | PC      |
| -------------------- | ------- | ------- | ------- | ------- | ------- | ------- | ------- | ------- |
| #4 Houston Texans    | 10      | 6       | 0       | .625    | 4-2     | 8-4     | 378     | 385     |
| #6 Tennessee Titans  | 9       | 7       | 0       | .563    | 3-3     | 7-5     | 402     | 331     |
| Indianapolis Colts   | 7       | 9       | 0       | .438    | 3-3     | 5-7     | 361     | 373     |
| Jacksonville Jaguars | 6       | 10      | 0       | .375    | 2-4     | 6-6     | 300     | 397     |

| AFC Oeste             | AFC Oeste | AFC Oeste | AFC Oeste | AFC Oeste | AFC Oeste | AFC Oeste | AFC Oeste | AFC Oeste |
| Equipo                | G         | P         | E         | CTE       | DIV       | CONF      | PF        | PC        |
| --------------------- | --------- | --------- | --------- | --------- | --------- | --------- | --------- | --------- |
| #2 Kansas City Chiefs | 12        | 4         | 0         | .750      | 6-0       | 9-3       | 451       | 308       |
| Denver Broncos        | 7         | 9         | 0         | .438      | 3-3       | 6-6       | 282       | 316       |
| Oakland Raiders       | 7         | 9         | 0         | .438      | 3-3       | 5-7       | 313       | 419       |
| Los Angeles Chargers  | 5         | 11        | 0         | .313      | 0-6       | 3-9       | 337       | 345       |

| NFC Este               | NFC Este | NFC Este | NFC Este | NFC Este | NFC Este | NFC Este | NFC Este | NFC Este |
| Equipo                 | G        | P        | E        | CTE      | DIV      | CONF     | PF       | PC       |
| ---------------------- | -------- | -------- | -------- | -------- | -------- | -------- | -------- | -------- |
| #4 Philadelphia Eagles | 9        | 7        | 0        | .563     | 5-1      | 7-5      | 385      | 354      |
| Dallas Cowboys         | 8        | 8        | 0        | .500     | 5-1      | 7-5      | 434      | 321      |
| New York Giants        | 4        | 12       | 0        | .250     | 2-4      | 3-9      | 341      | 451      |
| Washington Redskins    | 3        | 13       | 0        | .188     | 0-6      | 2-10     | 266      | 435      |

| NFC Norte            | NFC Norte | NFC Norte | NFC Norte | NFC Norte | NFC Norte | NFC Norte | NFC Norte | NFC Norte |
| Equipo               | G         | P         | E         | CTE       | DIV       | CONF      | PF        | PC        |
| -------------------- | --------- | --------- | --------- | --------- | --------- | --------- | --------- | --------- |
| #2 Green Bay Packers | 13        | 3         | 0         | .813      | 6-0       | 10-2      | 376       | 313       |
| #6 Minnesota Vikings | 10        | 6         | 0         | .625      | 2-4       | 7-5       | 407       | 303       |
| Chicago Bears        | 8         | 8         | 0         | .500      | 4-2       | 7-5       | 280       | 298       |
| Detroit Lions        | 3         | 12        | 1         | .219      | 0-6       | 2-9-1     | 341       | 423       |

| NFC Sur               | NFC Sur | NFC Sur | NFC Sur | NFC Sur | NFC Sur | NFC Sur | NFC Sur | NFC Sur |
| Equipo                | G       | P       | E       | CTE     | DIV     | CONF    | PF      | PC      |
| --------------------- | ------- | ------- | ------- | ------- | ------- | ------- | ------- | ------- |
| #3 New Orleans Saints | 13      | 3       | 0       | .813    | 5-1     | 9-3     | 458     | 341     |
| Atlanta Falcons       | 7       | 9       | 0       | .438    | 4-2     | 6-6     | 381     | 399     |
| Tampa Bay Buccaneers  | 7       | 9       | 0       | .438    | 2-4     | 5-7     | 458     | 449     |
| Carolina Panthers     | 5       | 11      | 0       | .313    | 1-5     | 2-10    | 340     | 470     |

| NFC Oeste              | NFC Oeste | NFC Oeste | NFC Oeste | NFC Oeste | NFC Oeste | NFC Oeste | NFC Oeste | NFC Oeste |
| Equipo                 | G         | P         | E         | CTE       | DIV       | CONF      | PF        | PC        |
| ---------------------- | --------- | --------- | --------- | --------- | --------- | --------- | --------- | --------- |
| #1 San Francisco 49ers | 13        | 3         | 0         | .813      | 5-1       | 10-2      | 479       | 310       |
| #5 Seattle Seahawks    | 11        | 5         | 0         | .688      | 3-3       | 8-4       | 405       | 398       |
| Los Angeles Rams       | 9         | 7         | 0         | .563      | 3-3       | 7-5       | 394       | 364       |
| Arizona Cardinals      | 5         | 10        | 1         | .344      | 1-5       | 3-8-1     | 361       | 442       |

     Campeón de división. Campeón de división. 
     Clasificado para Wild Cards.
     Eliminado de playoffs.

### Clasificación por conferencias
| Conferencia Americana (AFC) | Conferencia Americana (AFC) | Conferencia Americana (AFC) | Conferencia Americana (AFC) | Conferencia Americana (AFC) | Conferencia Americana (AFC) | Conferencia Americana (AFC) | Conferencia Americana (AFC) | Conferencia Americana (AFC) |
| # | Equipo                      | División                    | G                           | P                           | E                           | CTE                         | DIV                         | CONF                        |
| --- | --------------------------- | --------------------------- | --------------------------- | --------------------------- | --------------------------- | --------------------------- | --------------------------- | --------------------------- |
| 1 | Baltimore Ravens *          | Norte                       | 14                          | 2                           | 0                           | .875                        | 5–1                         | 10–2                        |
| 2[a] | Kansas City Chiefs z        | Oeste                       | 12                          | 4                           | 0                           | .750                        | 6–0                         | 9–3                         |
| 3[a] | New England Patriots y      | Este                        | 12                          | 4                           | 0                           | .750                        | 5–1                         | 8–4                         |
| 4 | Houston Texans y            | Sur                         | 10                          | 6                           | 0                           | .625                        | 4–2                         | 8–4                         |
| ↑ Campeones de división ↑ |                             |                             |                             |                             |                             |                             |                             |                             |
| 5 | Buffalo Bills               | Este                        | 10                          | 6                           | 0                           | .625                        | 3–3                         | 7–5                         |
| 6 | Tennessee Titans            | Sur                         | 9                           | 7                           | 0                           | .563                        | 3–3                         | 7–5                         |
| ↑ Wild Cards ↑ |                             |                             |                             |                             |                             |                             |                             |                             |
| 7 | Pittsburgh Steelers         | Norte                       | 8                           | 8                           | 0                           | .500                        | 3–3                         | 6–6                         |
| 8[b] | Denver Broncos              | Oeste                       | 7                           | 9                           | 0                           | .438                        | 3–3                         | 6–6                         |
| 9[b] | Oakland Raiders             | Oeste                       | 7                           | 9                           | 0                           | .438                        | 3–3                         | 5–7                         |
| 10[b] | Indianapolis Colts          | Sur                         | 7                           | 9                           | 0                           | .438                        | 3–3                         | 5–7                         |
| 11[b] | New York Jets               | Este                        | 7                           | 9                           | 0                           | .438                        | 2–4                         | 4–8                         |
| 12[c] | Jacksonville Jaguars        | Sur                         | 6                           | 10                          | 0                           | .375                        | 2–4                         | 6–6                         |
| 13[c] | Cleveland Browns            | Norte                       | 6                           | 10                          | 0                           | .375                        | 3–3                         | 6–6                         |
| 14[d] | Los Angeles Chargers        | Oeste                       | 5                           | 11                          | 0                           | .313                        | 0–6                         | 3–9                         |
| 15[d] | Miami Dolphins              | Este                        | 5                           | 11                          | 0                           | .313                        | 2–4                         | 4–8                         |
| 16 | Cincinnati Bengals          | Norte                       | 2                           | 14                          | 0                           | .125                        | 1–5                         | 2–10                        |
| Desempates |                             |                             |                             |                             |                             |                             |                             |                             |
| [a] Kansas City desempata sobre New England por tener mejor resultado en enfrentamientos directos. [b] Denver desempata sobre Oakland, Indianapolis y New York por tener mejor resultado de conferencia. Oakland desempata sobre Indianapolis por tener mejor resultado en enfrentamientos directos y sobre New York por tener mejor resultado de conferencia. Indianapolis desempata sobre New York por tener mejor resultado de conferencia. [c] Jacksonville desempata sobre Cleveland por tener mejor porcentaje de victorias en juegos en común. [d] Los Angeles desempata sobre Miami por tener mejor resultado en enfrentamientos directos. |                             |                             |                             |                             |                             |                             |                             |                             |

| Conferencia Nacional (NFC) | Conferencia Nacional (NFC) | Conferencia Nacional (NFC) | Conferencia Nacional (NFC) | Conferencia Nacional (NFC) | Conferencia Nacional (NFC) | Conferencia Nacional (NFC) | Conferencia Nacional (NFC) | Conferencia Nacional (NFC) |
| # | Equipo                     | División                   | G                          | P                          | E                          | CTE                        | DIV                        | CONF                       |
| --- | -------------------------- | -------------------------- | -------------------------- | -------------------------- | -------------------------- | -------------------------- | -------------------------- | -------------------------- |
| 1[a] | San Francisco 49ers *      | Oeste                      | 13                         | 3                          | 0                          | .813                       | 5–1                        | 9–3                        |
| 2[a] | Green Bay Packers z        | Norte                      | 13                         | 3                          | 0                          | .813                       | 6–0                        | 10–2                       |
| 3[a] | New Orleans Saints y       | Sur                        | 13                         | 3                          | 0                          | .813                       | 5-1                        | 9–3                        |
| 4 | Philadelphia Eagles y      | Este                       | 9                          | 7                          | 0                          | .563                       | 5–1                        | 7–5                        |
| ↑ Campeones de división ↑ |                            |                            |                            |                            |                            |                            |                            |                            |
| 5 | Seattle Seahawks           | Oeste                      | 11                         | 4                          | 0                          | .733                       | 3-2                        | 8-3                        |
| 6 | Minnesota Vikings          | Norte                      | 10                         | 6                          | 0                          | .625                       | 2–4                        | 7–5                        |
| ↑ Wild Cards ↑ |                            |                            |                            |                            |                            |                            |                            |                            |
| 7 | Los Angeles Rams           | Oeste                      | 9                          | 7                          | 0                          | .567                       | 3–3                        | 7–5                        |
| 8[b] | Chicago Bears              | Norte                      | 8                          | 8                          | 0                          | .500                       | 4-2                        | 7–5                        |
| 9[b] | Dallas Cowboys             | Este                       | 8                          | 8                          | 0                          | .500                       | 5–1                        | 7–5                        |
| 10[c] | Atlanta Falcons            | Sur                        | 7                          | 9                          | 0                          | .438                       | 4-2                        | 6–6                        |
| 11[c] | Tampa Bay Buccaneers       | Sur                        | 7                          | 9                          | 0                          | .438                       | 2-4                        | 5-7                        |
| 12 | Arizona Cardinals          | Oeste                      | 5                          | 10                         | 1                          | .344                       | 1–5                        | 3–8–1                      |
| 13 | Carolina Panthers          | Sur                        | 5                          | 11                         | 0                          | .313                       | 1–5                        | 2–10                       |
| 14 | New York Giants            | Este                       | 4                          | 12                         | 0                          | .250                       | 2–4                        | 3–9                        |
| 15 | Detroit Lions              | Norte                      | 3                          | 12                         | 1                          | .219                       | 0–6                        | 2–9–1                      |
| 16 | Washington Redskins        | Este                       | 3                          | 13                         | 0                          | .188                       | 0–6                        | 2–10                       |
| Desempates |                            |                            |                            |                            |                            |                            |                            |                            |
| [a] San Francisco desempata sobre Green Bay y New Orleans por tener mejor resultado en enfrentamientos directos; Green Bay desempata sobre New Orleans por tener mejor resultado de conferencia. [b] Chicago desempata sobre Dallas por tener mejor resultado en enfrentamientos directos. [c] Atlanta desempata sobre Tampa Bay por tener mejor resultado de división. |                            |                            |                            |                            |                            |                            |                            |                            |

 #  N.º de clasificado por conferencia.

 *  Campeón de división, bye y ventaja de campo.
 z  Campeón de división y bye.

 y  Campeón de división.
    Wild Card.

     No clasificado para los playoffs.

## Postemporada
Después de la temporada regular, se abre la fase final o de postemporada (playoffs) a la que clasifican doce equipos, 6 por cada conferencia, según los siguientes niveles:
- A) En un lado estarán los equipos de la Conferencia Americana y en el otro los de la Conferencia Nacional;
- B) los 4 campeones de división en cada conferencia;
- C) los 2 equipos en cada conferencia, que sin ser campeones de división, obtuvieron mejor récord (Wild Cards).

Los equipos clasificados a los playoffs en cada conferencia se agrupan, del 1 al 6, de acuerdo a su porcentaje de partidos ganados, perdidos y empatados en la temporada regular. Aquel con el mejor registro es clasificado con el número 1 y así sucesivamente hasta el 6. Luego se agrupan de la siguiente forma:
- A) Los 2 mejores equipos, campeones de división, de cada conferencia (clasificados 1 y 2). Estos equipos no juegan en la primera ronda de playoffs, llamada "Wild Cards".
- B) Los equipos clasificados del 3 y 4, son los dos peores campeones de división de cada conferencia. Estos equipos jugaran la ronda de "Wild Cards"
- C) Los equipos clasificados del 5 y 6, serán los que obtuvieron el mejor récord sin ser campeones de división, aunque tengan mejor récord que un campeón de otra división. Estos equipos jugaran la ronda de "Wild Cards"

Los playoffs se disputan en cuatro rondas:
1. En la primera ronda, llamada Wildcard, se enfrentan entre sí los equipos de cada conferencia (Nacional y Americana). Los equipos clasificados con el número 3 se enfrentarán contra los equipos clasificados con el número 6 y los equipos clasificados con el número 4 se enfrentarán a los equipos clasificados con el número 5. Los equipos con mejor registro son locales.
2. En la segunda ronda, llamada Divisionales, se enfrentan los cuatro ganadores de la primera ronda, contra los clasificados 1 y 2 (nivel A), siempre dentro de cada conferencia. Debiendo enfrentarse los equipos de peor registro contra los de mejor registro (clasificados números 1). Los equipos con mejor registro son locales.
3. En la tercera ronda, las Finales de Conferencia, se enfrentan entre sí los dos equipos de cada conferencia ganadores de la ronda anterior.
4. En la cuarta ronda, la Super Bowl, se enfrentan los dos campeones de conferencia.

En caso de empate, la NFL ha establecido una serie de complejas reglas de desempate, en la que el criterio más importante es el resultado del partido entre los dos equipos empatados (si lo hubiera).
| #   | AFC                  | AFC               | NFC                 | NFC               |
| --- | -------------------- | ----------------- | ------------------- | ----------------- |
| 1.º | Baltimore Ravens     | Campeón del Norte | San Francisco 49ers | Campeón del Oeste |
| 2.º | Kansas City Chiefs   | Campeón del Oeste | Green Bay Packers   | Campeón del Norte |
| 3.º | New England Patriots | Campeón del Este  | New Orleans Saints  | Campeón del Sur   |
| 4.º | Houston Texans       | Campeón del Sur   | Philadelphia Eagles | Campeón del Este  |
| 5.º | Buffalo Bills        | Wild Card         | Seattle Seahawks    | Wild Card         |
| 6.º | Tennessee Titans     | Wild Card         | Minnesota Vikings   | Wild Card         |

### Cuadro
|  | Ronda Wild Card                            | Ronda Wild Card                            | Ronda Wild Card                            |   |                     | Ronda divisional                     | Ronda divisional                      | Ronda divisional                     |                                        |                                        | Finales de conferencia                 | Finales de conferencia | Finales de conferencia |  |  | Super Bowl | Super Bowl | Super Bowl |
|  |                                            |                                            |                                            |   |                     |                                      |                                       |                                      |                                        |                                        |                                        |                        |                        |  |  |            |            |            |
|  | 4 de enero - 19:15 Gillette Stadium        | 4 de enero - 19:15 Gillette Stadium        | 4 de enero - 19:15 Gillette Stadium        |   |                     | 11 de enero - 20:15 M&T Bank Stadium | 11 de enero - 20:15 M&T Bank Stadium  | 11 de enero - 20:15 M&T Bank Stadium |                                        |                                        |                                        |                        |                        |  |  |            |            |            |
|  | 4 de enero - 19:15 Gillette Stadium        | 4 de enero - 19:15 Gillette Stadium        | 4 de enero - 19:15 Gillette Stadium        |   |                     | 11 de enero - 20:15 M&T Bank Stadium | 11 de enero - 20:15 M&T Bank Stadium  | 11 de enero - 20:15 M&T Bank Stadium |                                        |                                        |                                        |                        |                        |  |  |            |            |            |
|  | 4 de enero - 19:15 Gillette Stadium        | 4 de enero - 19:15 Gillette Stadium        | 4 de enero - 19:15 Gillette Stadium        |   |                     | 11 de enero - 20:15 M&T Bank Stadium | 11 de enero - 20:15 M&T Bank Stadium  | 11 de enero - 20:15 M&T Bank Stadium |                                        |                                        |                                        |                        |                        |  |  |            |            |            |
|  | 4 de enero - 19:15 Gillette Stadium        | 4 de enero - 19:15 Gillette Stadium        | 4 de enero - 19:15 Gillette Stadium        |   |                     | 11 de enero - 20:15 M&T Bank Stadium | 11 de enero - 20:15 M&T Bank Stadium  | 11 de enero - 20:15 M&T Bank Stadium |                                        |                                        |                                        |                        |                        |  |  |            |            |            |
|  | 6                                          | Tennessee Titans                           | 20                                         |   |                     | 11 de enero - 20:15 M&T Bank Stadium | 11 de enero - 20:15 M&T Bank Stadium  | 11 de enero - 20:15 M&T Bank Stadium |                                        |                                        |                                        |                        |                        |  |  |            |            |            |
|  | 6                                          | Tennessee Titans                           | 20                                         | 6 | Tennessee Titans    | 28                                   |                                       |                                      |                                        |                                        |                                        |                        |                        |  |  |            |            |            |
|  | 3                                          | New England Patriots                       | 13                                         | 6 | Tennessee Titans    | 28                                   |                                       |                                      | 19 de enero - 15:05 Arrowhead Stadium  | 19 de enero - 15:05 Arrowhead Stadium  | 19 de enero - 15:05 Arrowhead Stadium  |                        |                        |  |  |            |            |            |
|  | 3                                          | New England Patriots                       | 13                                         | 1 | Baltimore Ravens    | 12                                   |                                       |                                      | 19 de enero - 15:05 Arrowhead Stadium  | 19 de enero - 15:05 Arrowhead Stadium  | 19 de enero - 15:05 Arrowhead Stadium  |                        |                        |  |  |            |            |            |
|  |                                            |                                            |                                            | 1 | Baltimore Ravens    | 12                                   |                                       |                                      | 19 de enero - 15:05 Arrowhead Stadium  | 19 de enero - 15:05 Arrowhead Stadium  | 19 de enero - 15:05 Arrowhead Stadium  |                        |                        |  |  |            |            |            |
|  |                                            |                                            |                                            |   |                     |                                      |                                       |                                      | 19 de enero - 15:05 Arrowhead Stadium  | 19 de enero - 15:05 Arrowhead Stadium  | 19 de enero - 15:05 Arrowhead Stadium  |                        |                        |  |  |            |            |            |
|  | 4 de enero - 16:35 NRG Stadium             | 4 de enero - 16:35 NRG Stadium             | 4 de enero - 16:35 NRG Stadium             | 6 | Tennessee Titans    | 24                                   |                                       |                                      |                                        |                                        |                                        |                        |                        |  |  |            |            |            |
|  | 4 de enero - 16:35 NRG Stadium             | 4 de enero - 16:35 NRG Stadium             | 4 de enero - 16:35 NRG Stadium             | 6 | Tennessee Titans    | 24                                   | 12 de enero - 15:05 Arrowhead Stadium |                                      |                                        |                                        |                                        |                        |                        |  |  |            |            |            |
|  | 4 de enero - 16:35 NRG Stadium             | 4 de enero - 16:35 NRG Stadium             | 4 de enero - 16:35 NRG Stadium             |   | 2                   | Kansas City Chiefs                   | 35                                    |                                      |                                        |                                        |                                        |                        |                        |  |  |            |            |            |
|  | 4 de enero - 16:35 NRG Stadium             | 4 de enero - 16:35 NRG Stadium             | 4 de enero - 16:35 NRG Stadium             |   | 2                   | Kansas City Chiefs                   | 35                                    |                                      |                                        |                                        |                                        |                        |                        |  |  |            |            |            |
|  | 5                                          | Buffalo Bills                              | 19                                         |   |                     |                                      |                                       |                                      |                                        |                                        |                                        |                        |                        |  |  |            |            |            |
|  | 5                                          | Buffalo Bills                              | 19                                         | 4 | Houston Texans      | 31                                   |                                       |                                      |                                        |                                        |                                        |                        |                        |  |  |            |            |            |
|  | 4                                          | Houston Texans                             | 22                                         | 4 | Houston Texans      | 31                                   |                                       |                                      | 2 de febrero - 18:30 Hard Rock Stadium | 2 de febrero - 18:30 Hard Rock Stadium | 2 de febrero - 18:30 Hard Rock Stadium |                        |                        |  |  |            |            |            |
|  | 4                                          | Houston Texans                             | 22                                         | 2 | Kansas City Chiefs  | 51                                   |                                       |                                      | 2 de febrero - 18:30 Hard Rock Stadium | 2 de febrero - 18:30 Hard Rock Stadium | 2 de febrero - 18:30 Hard Rock Stadium |                        |                        |  |  |            |            |            |
|  |                                            |                                            |                                            | 2 | Kansas City Chiefs  | 51                                   |                                       |                                      |                                        | 2 de febrero - 18:30 Hard Rock Stadium | 2 de febrero - 18:30 Hard Rock Stadium |                        |                        |  |  |            |            |            |
|  |                                            |                                            |                                            |   |                     |                                      |                                       |                                      |                                        | 2 de febrero - 18:30 Hard Rock Stadium | 2 de febrero - 18:30 Hard Rock Stadium |                        |                        |  |  |            |            |            |
|  | 5 de enero - 16:40 Lincoln Financial Field | 5 de enero - 16:40 Lincoln Financial Field | 5 de enero - 16:40 Lincoln Financial Field | 2 | Kansas City Chiefs  | 31                                   |                                       |                                      |                                        |                                        |                                        |                        |                        |  |  |            |            |            |
|  | 5 de enero - 16:40 Lincoln Financial Field | 5 de enero - 16:40 Lincoln Financial Field | 5 de enero - 16:40 Lincoln Financial Field | 2 | Kansas City Chiefs  | 31                                   | 12 de enero - 18:40 Lambeau Field     |                                      |                                        |                                        |                                        |                        |                        |  |  |            |            |            |
|  | 5 de enero - 16:40 Lincoln Financial Field | 5 de enero - 16:40 Lincoln Financial Field | 5 de enero - 16:40 Lincoln Financial Field |   | 1                   | San Francisco 49ers                  | 20                                    |                                      |                                        |                                        |                                        |                        |                        |  |  |            |            |            |
|  | 5 de enero - 16:40 Lincoln Financial Field | 5 de enero - 16:40 Lincoln Financial Field | 5 de enero - 16:40 Lincoln Financial Field |   | 1                   | San Francisco 49ers                  | 20                                    |                                      |                                        |                                        |                                        |                        |                        |  |  |            |            |            |
|  | 5                                          | Seattle Seahawks                           | 17                                         |   |                     |                                      |                                       |                                      |                                        |                                        |                                        |                        |                        |  |  |            |            |            |
|  | 5                                          | Seattle Seahawks                           | 17                                         | 5 | Seattle Seahawks    | 23                                   |                                       |                                      |                                        |                                        |                                        |                        |                        |  |  |            |            |            |
|  | 4                                          | Philadelphia Eagles                        | 9                                          | 5 | Seattle Seahawks    | 23                                   |                                       |                                      | 19 de enero - 18:40 Levi's Stadium     | 19 de enero - 18:40 Levi's Stadium     | 19 de enero - 18:40 Levi's Stadium     |                        |                        |  |  |            |            |            |
|  | 4                                          | Philadelphia Eagles                        | 9                                          | 2 | Green Bay Packers   | 28                                   |                                       |                                      | 19 de enero - 18:40 Levi's Stadium     | 19 de enero - 18:40 Levi's Stadium     | 19 de enero - 18:40 Levi's Stadium     |                        |                        |  |  |            |            |            |
|  |                                            |                                            |                                            | 2 | Green Bay Packers   | 28                                   |                                       |                                      | 19 de enero - 18:40 Levi's Stadium     | 19 de enero - 18:40 Levi's Stadium     | 19 de enero - 18:40 Levi's Stadium     |                        |                        |  |  |            |            |            |
|  |                                            |                                            |                                            |   |                     |                                      |                                       |                                      | 19 de enero - 18:40 Levi's Stadium     | 19 de enero - 18:40 Levi's Stadium     | 19 de enero - 18:40 Levi's Stadium     |                        |                        |  |  |            |            |            |
|  | 5 de enero - 13:05 Mercedes-Benz Superdome | 5 de enero - 13:05 Mercedes-Benz Superdome | 5 de enero - 13:05 Mercedes-Benz Superdome | 2 | Green Bay Packers   | 20                                   |                                       |                                      |                                        |                                        |                                        |                        |                        |  |  |            |            |            |
|  | 5 de enero - 13:05 Mercedes-Benz Superdome | 5 de enero - 13:05 Mercedes-Benz Superdome | 5 de enero - 13:05 Mercedes-Benz Superdome | 2 | Green Bay Packers   | 20                                   | 11 de enero - 16:35 Levi's Stadium    |                                      |                                        |                                        |                                        |                        |                        |  |  |            |            |            |
|  | 5 de enero - 13:05 Mercedes-Benz Superdome | 5 de enero - 13:05 Mercedes-Benz Superdome | 5 de enero - 13:05 Mercedes-Benz Superdome |   | 1                   | San Francisco 49ers                  | 37                                    |                                      |                                        |                                        |                                        |                        |                        |  |  |            |            |            |
|  | 5 de enero - 13:05 Mercedes-Benz Superdome | 5 de enero - 13:05 Mercedes-Benz Superdome | 5 de enero - 13:05 Mercedes-Benz Superdome |   | 1                   | San Francisco 49ers                  | 37                                    |                                      |                                        |                                        |                                        |                        |                        |  |  |            |            |            |
|  | 6                                          | Minnesota Vikings                          | 26                                         |   |                     |                                      |                                       |                                      |                                        |                                        |                                        |                        |                        |  |  |            |            |            |
|  | 6                                          | Minnesota Vikings                          | 26                                         | 6 | Minnesota Vikings   | 10                                   |                                       |                                      |                                        |                                        |                                        |                        |                        |  |  |            |            |            |
|  | 3                                          | New Orleans Saints                         | 20                                         | 6 | Minnesota Vikings   | 10                                   |                                       |                                      |                                        |                                        |                                        |                        |                        |  |  |            |            |            |
|  | 3                                          | New Orleans Saints                         | 20                                         | 1 | San Francisco 49ers | 27                                   |                                       |                                      |                                        |                                        |                                        |                        |                        |  |  |            |            |            |
|  |                                            |                                            |                                            | 1 | San Francisco 49ers | 27                                   |                                       |                                      |                                        |                                        |                                        |                        |                        |  |  |            |            |            |

- Local en cada partido: El local en cada partido es el equipo mejor clasificado, el equipo de abajo en el cuadro, excepto en el Super Bowl que es un estadio neutral.

### Partidos
| Fecha                  | Inicio          | Visitante           | Resultado       | Local                | Estadio                                          |
| Ronda Wild Card        | Ronda Wild Card | Ronda Wild Card     | Ronda Wild Card | Ronda Wild Card      | Ronda Wild Card                                  |
| ---------------------- | --------------- | ------------------- | --------------- | -------------------- | ------------------------------------------------ |
| 4 de enero de 2020     | 16:35           | Buffalo Bills       | 19 - 22         | Houston Texans       | NRG Stadium, Houston, Texas                      |
| 4 de enero de 2020     | 20:15           | Tennessee Titans    | 20 - 13         | New England Patriots | Gillette Stadium, Foxborough, Massachusetts      |
| 5 de enero de 2020     | 13:05           | Minnesota Vikings   | 26 - 20         | New Orleans Saints   | Mercedes-Benz Superdome, Nueva Orleans, Luisiana |
| 5 de enero de 2020     | 16:40           | Seattle Seahawks    | 17 - 9          | Philadelphia Eagles  | Lincoln Financial Field, Filadelfia, Pensilvania |
| Ronda divisional       |                 |                     |                 |                      |                                                  |
| 11 de enero de 2020    | 16:35           | Minnesota Vikings   | 10 - 27         | San Francisco 49ers  | Levi's Stadium, Santa Clara, California          |
| 11 de enero de 2020    | 20:15           | Tennessee Titans    | 28 - 12         | Baltimore Ravens     | M&T Bank Stadium, Baltimore, Maryland            |
| 12 de enero de 2020    | 15:05           | Houston Texans      | 31 - 51         | Kansas City Chiefs   | Arrowhead Stadium, Kansas City, Misuri           |
| 12 de enero de 2020    | 18:40           | Seattle Seahawks    | 23 - 28         | Green Bay Packers    | Lambeau Field, Green Bay, Wisconsin              |
| Finales de conferencia |                 |                     |                 |                      |                                                  |
| 19 de enero de 2020    | 15:05           | Tennessee Titans    | 24 - 35         | Kansas City Chiefs   | Arrowhead Stadium, Kansas City, Misuri           |
| 19 de enero de 2020    | 18:40           | Green Bay Packers   | 20 - 37         | San Francisco 49ers  | Levi's Stadium, Santa Clara, California          |
| Super Bowl LIV         |                 |                     |                 |                      |                                                  |
| 2 de febrero de 2020   | 18:30           | San Francisco 49ers | 20 - 31         | Kansas City Chiefs   | Hard Rock Stadium, Miami Gardens, Florida        |

CAMPEÓN

Kansas City Chiefs

2ª Super Bowl

## Premios

### Individuales
| Premio                       | Ganador         | Posición             | Equipo               |
| ---------------------------- | --------------- | -------------------- | -------------------- |
| Jugador Más Valioso          | Lamar Jackson   | Quarterback          | Baltimore Ravens     |
| Jugador Ofensivo del Año     | Michael Thomas  | Wide receiver        | New Orleans Saints   |
| Jugador Defensivo del Año    | Stephon Gilmore | Cornerback           | New England Patriots |
| Entrenador del Año           | John Harbaugh   | Entrenador           | Baltimore Ravens     |
| Entrenador Asistente del Año | Greg Roman      | Coordinador ofensivo | Baltimore Ravens     |
| Rookie del Año               | Nick Bosa       | Defensive end        | San Francisco 49ers  |
| Rookie Ofensivo del Año      | Kyler Murray    | Quarterback          | Arizona Cardinals    |
| Rookie Defensivo del Año     | Nick Bosa       | Defensive end        | San Francisco 49ers  |
| Jugador Regreso del Año      | Ryan Tannehill  | Quarterback          | Tennessee Titans     |
| Hombre del Año               | Calais Campbell | Defensive end        | Jacksonville Jaguars |
| Ejecutivo del Año            | John Lynch      | Gerente general      | San Francisco 49ers  |

### Equipo All-Pro
| Ofensivo         | Ofensivo                                             |
| ---------------- | ---------------------------------------------------- |
| Quarterback      | Lamar Jackson, Baltimore                             |
| Running back     | Christian McCaffrey, Carolina                        |
| Flex             | Christian McCaffrey, Carolina                        |
| Wide receiver    | Michael Thomas, New Orleans DeAndre Hopkins, Houston |
| Tight end        | George Kittle, San Francisco                         |
| Tackle izquierdo | Ronnie Stanley, Baltimore                            |
| Guard izquierdo  | Quenton Nelson, Indianapolis                         |
| Center           | Jason Kelce, Philadelphia                            |
| Guard derecho    | Zack Martin, Dallas                                  |
| Tackle derecho   | Ryan Ramczyk, New Orleans                            |

| Defensivo        | Defensivo                                                                       |
| ---------------- | ------------------------------------------------------------------------------- |
| Edge rusher      | Chandler Jones, Arizona T. J. Watt, Pittsburgh                                  |
| Interior lineman | Aaron Donald, L. A. Rams Cameron Heyward, Pittsburgh                            |
| Linebacker       | Bobby Wagner, Seattle Demario Davis, New Orleans Eric Kendricks, Minnesota      |
| Cornerback       | Stephon Gilmore, New England Tre'Davious White, Buffalo                         |
| Safety           | Jamal Adams, N. Y. Jets Minkah Fitzpatrick, Pittsburgh                          |
| Defensive back   | Marlon Humphrey, Baltimore Marcus Peters, Baltimore Tyrann Mathieu, Kansas City |

| Equipos especiales | Equipos especiales             |
| ------------------ | ------------------------------ |
| Kicker             | Justin Tucker, Baltimore       |
| Punter             | Brett Kern, Tennessee          |
| Kick returner      | Cordarrelle Patterson, Chicago |
| Punt returner      | Deonte Harris, New Orleans     |
| Equipo especial    | Matthew Slater, New England    |

### Jugador de la Semana/Mes
Los siguientes fueron elegidos jugadores de la semana y del mes durante la temporada 2019:
| Semana/Mes | Jugador ofensivo               | Jugador ofensivo                  | Jugador defensivo             | Jugador defensivo                | Equipo especial               | Equipo especial                  |
| Semana/Mes | AFC                            | NFC                               | AFC                           | NFC                              | AFC                           | NFC                              |
| ---------- | ------------------------------ | --------------------------------- | ----------------------------- | -------------------------------- | ----------------------------- | -------------------------------- |
| 1          | Lamar Jackson QB (Ravens)      | Dak Prescott QB (Cowboys)         | Cameron Wake OLB (Titans)     | Anthony Harris SS (Vikings)      | Ty Long P (Chargers)          | Wil Lutz K (Saints)              |
| 2          | Patrick Mahomes QB (Chiefs)    | Russell Wilson QB (Seahawks)      | Whitney Mercilus OLB (Texans) | Shaquil Barrett OLB (Buccaneers) | Jamie Gillan P (Browns)       | Eddy Piñeiro K (Bears)           |
| 3          | Deshaun Watson QB (Texans)     | Daniel Jones QB (Giants)          | Calais Campbell DE (Jaguars)  | Preston Smith OLB (Packers)      | Jake Bailey P (Patriots)      | Thomas Morstead P (Saints)       |
| 4          | Nick Chubb RB (Browns)         | Jameis Winston QB (Buccaneers)    | Kyle Van Noy LB (Patriots)    | Janoris Jenkins CB (Giants)      | Josh Lambo K (Jaguars)        | Joey Slye K (Panthers)           |
| Sept.      | Patrick Mahomes QB (Chiefs)    | Christian McCaffrey RB (Panthers) | Devin McCourty FS (Patriots)  | Shaquil Barrett OLB (Buccaneers) | Jamie Gillan P (Browns)       | Thomas Morstead P (Saints)       |
| 5          | Deshaun Watson QB (Texans)     | Aaron Jones RB (Packers)          | Justin Houston DE (Colts)     | Nick Bosa DE (49ers)             | Justin Tucker K (Ravens)      | Dan Bailey K (Vikings)           |
| 6          | Sam Darnold QB (Jets)          | Kyler Murray QB (Cardinals)       | Devin Bush Jr. LB (Steelers)  | Landon Collins SS (Redskins)     | Justin Tucker K (Ravens)      | Thomas Morstead P (Saints)       |
| 7          | Jacoby Brissett QB (Colts)     | Aaron Rodgers QB (Packers)        | Tre'Davious White CB (Bills)  | Chandler Jones OLB (Cardinals)   | Josh Lambo K (Jaguars)        | Brett Maher K (Cowboys)          |
| 8          | James Conner RB (Steelers)     | Aaron Jones RB (Packers)          | Joey Bosa DE (Chargers)       | Nick Bosa DE (49ers)             | Adam Vinatieri K (Colts)      | Dan Bailey K (Vikings)           |
| Oct.       | Deshaun Watson QB (Texans)     | Kirk Cousins QB (Vikings)         | Stephon Gilmore CB (Patriots) | Nick Bosa DE (49ers)             | Justin Tucker K (Ravens)      | Zane Gonzalez K (Cardinals)      |
| 9          | Lamar Jackson QB (Ravens)      | Russell Wilson QB (Seahawks)      | Bud Dupree OLB (Steelers)     | Xavier Woods FS (Cowboys)        | Harrison Butker K (Chiefs)    | Mitch Wishnowsky P (49ers)       |
| 10         | Lamar Jackson QB (Ravens)      | Dalvin Cook RB (Vikings)          | Jamal Adams S (Jets)          | Jadeveon Clowney DE (Seahawks)   | Jason Sanders K (Dolphins)    | Younghoe Koo K (Falcons)         |
| 11         | Josh Allen QB (Bills)          | Dak Prescott QB (Cowboys)         | Maxx Crosby DE (Raiders)      | Aaron Donald DT (Rams)           | Jake Bailey P (Patriots)      | Kenjon Barner RB (Falcons)       |
| 12         | Lamar Jackson QB (Ravens)      | Chris Godwin WR (Buccaneers)      | Joe Schobert LB (Browns)      | Fred Warner LB (49ers)           | Matthew Slater WR (Patriots)  | Steven Sims WR (Redskins)        |
| 13         | Deshaun Watson QB (Texans)     | Jared Goff QB (Rams)              | Carlos Dunlap DE (Bengals)    | Cameron Jordan DE (Saints)       | Jason Sanders K (Dolphins)    | Tress Way P (Redskins)           |
| Nov.       | Lamar Jackson QB (Ravens)      | Michael Thomas WR (Saints)        | T. J. Watt OLB (Steelers)     | Fred Warner LB (49ers)           | Harrison Butker K (Chiefs)    | Cordarrelle Patterson WR (Bears) |
| 14         | Ryan Tannehill QB (Titans)     | Jimmy Garoppolo QB (49ers)        | Kareem Jackson SS (Broncos)   | Danielle Hunter DE (Vikings)     | Diontae Johnson WR (Steelers) | Younghoe Koo K (Falcons)         |
| 15         | Lamar Jackson QB (Ravens)      | Drew Brees QB (Saints)            | Tre'Davious White CB (Bills)  | Patrick Peterson CB (Cardinals)  | Angelo Blackson DE (Texans)   | Dan Bailey K (Vikings)           |
| 16         | Ryan Fitzpatrick QB (Dolphins) | Saquon Barkley RB (Giants)        | Dre'Mont Jones DE (Broncos)   | Chandler Jones OLB (Cardinals)   | Nyheim Hines RB (Colts)       | Robbie Gould K (49ers)           |
| 17         | Derrick Henry RB (Titans)      | Boston Scott RB (Eagles)          | Carlos Dunlap DE (Bengals)    | Deion Jones LB (Falcons)         | Mecole Hardman WR (Chiefs)    | Johnny Hekker P (Rams)           |
| Dec.       | Ryan Tannehill QB (Titans)     | Drew Brees QB (Saints)            | Tyrann Mathieu SS (Chiefs)    | Chandler Jones OLB (Cardinals)   | Jason Sanders K (Dolphins)    | Robbie Gould K (49ers)           |

### Rookie del Mes
| Mes   | Rookie                       | Rookie                      |
| Mes   | Ofensivo                     | Defensivo                   |
| ----- | ---------------------------- | --------------------------- |
| Sept. | Gardner Minshew QB (Jaguars) | Brian Burns OLB (Panthers)  |
| Oct.  | Josh Jacobs RB (Raiders)     | Nick Bosa DE (49ers)        |
| Nov.  | Josh Jacobs RB (Raiders)     | Devin White LB (Buccaneers) |
| Dec.  | A. J. Brown WR (Titans)      | Devin White LB (Buccaneers) |